# Evidentialität
Als Evidentialität bezeichnet man in der Sprachwissenschaft die in einer Äußerung mit grammatischen Mitteln zum Ausdruck gebrachte Angabe, woher der Sprecher das Wissen über die in seiner Äußerung enthaltene Information hat. Sie betrifft das Verhältnis von Sprecher und Proposition. Ursprünglich stammt der Begriff aus der vergleichenden Linguistik. Er wurde eingeführt um die in amerindischen, austroasiatischen und slawischen Sprachen wichtige semantische Dimension darzustellen, die dazu dient, die Informationsquelle zu charakterisieren, aus der der Sprecher seine für seine Versprachlichung notwendigen Informationen genommen hat. Evidentialität ist daher zum einen gekoppelt mit dem Verweis auf eine solche Informationsquelle und zum anderen mit der epistemischen Einstellung des Sprechers. 
Damit steht der Terminus weiteren Begriffen wie der Modalität und der Redewiedergabe nahe. Wenn auch beispielsweise in den germanischen und romanischen Sprachen keine oder nur inkomplette (grammatikalische) Evidentialitätskategorien ausgebildet wurden, lassen doch alle Sprachen die Möglichkeit offen, mit anderen Mitteln Hinweise auf die Herkunft des Sprecherwissens zu geben.

## Verbreitung
Etwa ein Viertel aller Sprachen weltweit markiert Evidentialität. Im Quechua ist beispielsweise die Markierung der Evidentialität obligatorisch. Das heißt, der Sprecher muss im Quechua bei jeder Aussage mit Hilfe von Suffixen angeben, ob er selbst Quelle des Wissens ist (direkte Evidenz, ausgedrückt mit -m/-mi) oder ob er die Information von anderen gehört hat (indirekte Evidenz, ausgedrückt mit -sh/-shi bzw., im südlichen Quechua, -s/-si). Darüber hinaus gibt es noch das Suffix -ch/-cha, mit dem Zweifel ausgedrückt wird („vielleicht“, „wahrscheinlich“).
Ein häufiges Missverständnis ist die Beziehung zwischen Evidentialität und Wahrheit. Evidentialität schränkt nicht den Wahrheitsgehalt der Aussage ein, und der Sprecher benutzt eine indirekte Evidentialmarkierung nicht, um sich von der Aussage inhaltlich zu distanzieren, sondern es geht nur um die Quelle der Information. Wenn hingegen ein Sprecher bei einer Aussage eine falsche Evidentialmarkierung verwendet, würden seine Mitmenschen ihn vermutlich der Lüge bezichtigen, bspw. weil er dann fälschlicherweise so tut, als sei er dabei gewesen (oder nicht dabei gewesen).
Es gibt verschiedene Evidentialsysteme mit unterschiedlich vielen Unterteilungen für Evidentialität. Möglich sind bspw. folgende Informationsquellen: gesehen, gehört, erzählt bekommen, Schlussfolgerung usw.